# Ору-Прету (мікрорегіон)

Ору-Прету на карті штату Мінас-Жерайс

О́ру-Пре́ту (порт. Microrregião de Ouro Preto) — мікрорегіон у Бразилії, входить до штату Мінас-Жерайс. Складова частина мезорегіону Агломерація Белу-Орізонті. Населення становить 168 100 осіб на 2006 рік. Займає площу 3146,449 км². Густота населення — 53,4 ос./км².

## Склад мікрорегіону
До складу мікрорегіону включені такі муніципалітети:
1. Діогу-ді-Васконселус
2. Ітабіріту
3. Маріана
4. Ору-Прету
5. Фуркін

| Бразилія | Це незавершена стаття з географії Бразилії. Ви можете допомогти проєкту, виправивши або дописавши її. |